# Obaga Negra (la Coma i la Pedra)
L'Obaga Negra és un indret del municipi de la Coma i la Pedra situat al sud del Coll de Pradell.